# Литосферная плита
Литосферная плита — крупный малоподвижный участок литосферы. Узкими и активными зонами, широтными разломами, литосфера разделена на блоки. Литосферные плиты ограничены зонами сейсмической, вулканической и тектонической активности — границами плиты. Границы плит бывают трёх типов: дивергентные, конвергентные и трансформные.
Из геометрических соображений понятно, что в одной точке могут сходиться только три плиты. Конфигурация, в которой в одной точке сходятся четыре или более плит, неустойчива и быстро разрушается со временем. Некоторые литосферные плиты с поверхности сложены исключительно океанической корой (пример — крупнейшая тихоокеанская плита), другие состоят из блока континентальной коры, впаянного в кору океаническую.
Суммарная мощность (толщина) океанической коры меняется в пределах от 6—18 км в районе рифтовых зон океанов до 80—90 км вблизи континентальных окраин. Толщина континентальной коры также достигает 90 км. Всего же толщина литосферы (вместе с твёрдым (верхним) слоем верхней мантии) составляет от 40 до 280 км.
Литосферные плиты постоянно меняют свои очертания, они могут раскалываться в результате рифтинга и спаиваться, образуя единую плиту в результате коллизии. Литосферные плиты также могут тонуть в мантии планеты, достигая глубины внешнего ядра. С другой стороны, разделение земной коры на плиты неоднозначно, и по мере накопления геологических знаний выделяются новые плиты, а некоторые границы плит признаются несуществующими. Поэтому очертания плит меняются со временем и в этом смысле. Особенно это касается малых плит, в отношении которых геологами предложено множество кинематических реконструкций, зачастую взаимно исключающих друг друга.

## Изучение
Впервые обратил внимание на то, что литосфера Земли разбита на ряд плит, канадский геолог Джон Тузо Вильсон в 1965 году. Несколькими годами позже американец Томас Хант Морган и француз Стефан Пишон определили границы литосферных плит.

## Типы литосферных плит
Более 90 % поверхности Земли покрыто четырнадцатью крупнейшими литосферными плитами.
- Тихоокеанская плита — 103 300 000 км²
- Северо-Американская плита — 75 900 000 км²
- Евразийская плита — 67 800 000 км²
- Африканская плита — 61 300 000 км²
- Антарктическая плита — 60 900 000 км²
- Австралийская плита — 47 000 000 км²
- Южно-Американская плита — 43 600 000 км²
- Сомалийская плита — 16 700 000 км²
- Плита Наска — 15 600 000 км²
- Индостанская плита — 11 900 000 км²
- Филиппинская плита — 5 500 000 км²
- Аравийская платформа — 5 000 000 км²
- Карибская плита — 3 200 000 км²
- Плита Кокос — 2 900 000 км²

## Скорость движения литосферных плит
Скорость горизонтального движения литосферных плит в наше время варьируется от 1 до 6 см/год (скорость раздвигания плит — от 2 до 12 см/год). Скорость раздвигания плит от Срединно-Атлантического хребта в северной части его составляет 2,3 см/год, а в южной части — 4 см/год. Наиболее быстро раздвигаются плиты вблизи Восточно-Тихоокеанского хребта у острова Пасхи — их скорость 18 см/год. Наиболее медленно раздвигаются плиты в Аденском заливе и Красном море — со скоростью 1—1,5 см/год.